# Projekt 1204
Projekt 1204 mit dem Decknamen „Shmel“ (russisch „Шмель“ für „Hummel“) ist eine Klasse von kleinen Kanonenbooten, die im Kalten Krieg für die sowjetische Marine entwickelt wurde, um in Flüssen und küstennahen Gewässern zu patrouillieren. Es wurden 118 Boote der Klasse gebaut und viele werden noch heute von der Russischen Föderation betrieben.

## Technik

### Rumpf und Bewaffnung

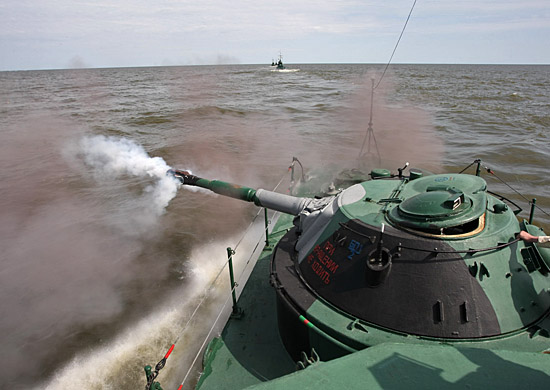
76,2-mm-Panzergeschütz D-56TS auf dem Vorschiff von Projekt 1204

Da die Boote zur direkten Feuerunterstützung entwickelt wurden, ist der 27 Meter lange Rumpf leicht gepanzert und in zwölf wasserdichte Abteilungen unterteilt. Die Brücke ist mit 10 mm Stahl an den Seiten und 15 mm an der Stirnseite gepanzert und die Fenster des Steuerstandes können mit Panzerblenden verschlossen werden. Entlang der Seiten wurde der Rumpf von Spant 26 bis Spant 46 mit einem 8 mm dicken Stahlgürtel verstärkt. Das Stahldeck ist 4 mm dick. Der Geschützturm auf dem Vorschiff ist mit 15 mm rundum gepanzert. Geschützt sind die Boote damit jedoch nur sicher gegen 7,62-mm-Infanteriewaffenbeschuss aus 100 Metern Entfernung oder mehr.

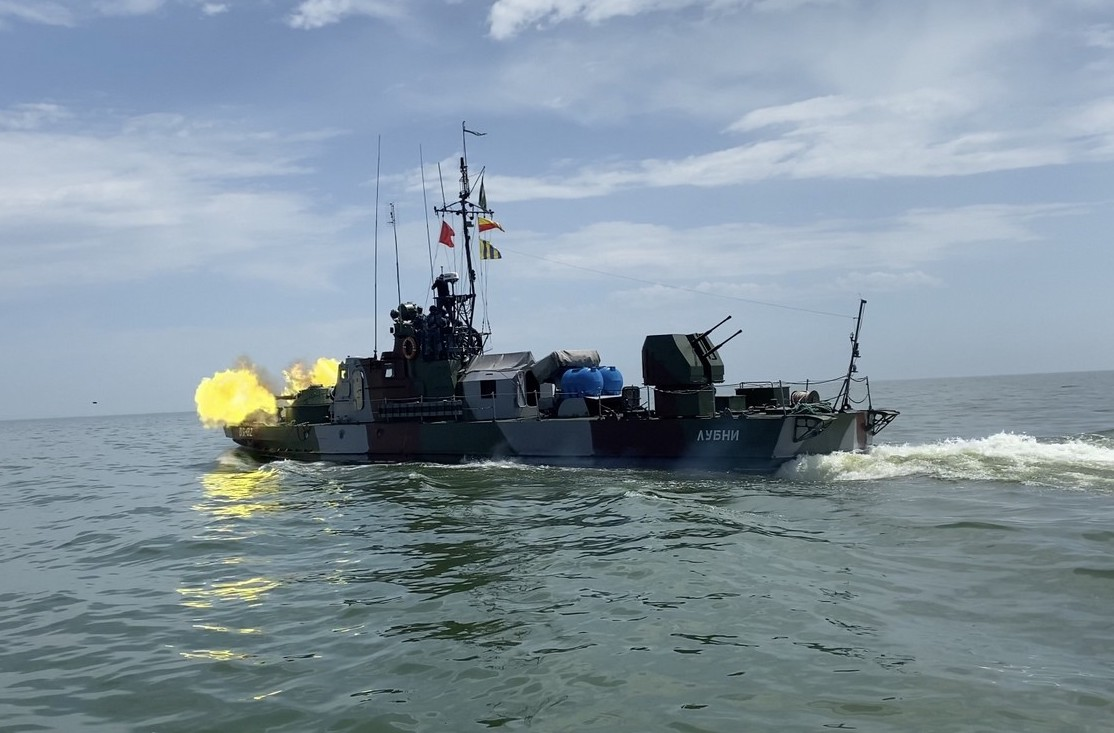
Boot des staatlichen Grenzschutzdienstes der Ukraine

Die Boote sollten auch längere Zeit in entlegenen Regionen eingesetzt werden können und mussten so der Besatzung mehr Komfort bieten als die Kanonenboote aus der Kriegszeit. So wurden die Schlafräume vom Maschinenraum entkoppelt, indem man eine Abteilung mit Kontrollgeräten zwischen sie setzte.
Auf das Vorschiff wurde der Turm eines leichten PT-76B-Panzers mit einer stabilisierten 76,2-mm-L/42Kanone D-56TS und einem achsparallelen 7,62-mm-SG-43-Maschinengewehr gesetzt. Hinter dem Turm befindet sich der gepanzerte Brückenaufbau mit Steuerstand und Suchscheinwerfern. In der Bootsmitte ist ein drehbarer 140-mm-BM-14-Mehrfachraketenwerfer mit 17 Rohren montiert, für den 34 ungelenkte Raketen als Munitionsreserve an Bord sind. Der Werfer muss von Hand nachgeladen werden, ist nicht stabilisiert und kann nur bei gestopptem Boot gezielt feuern. Am Heck steht ein 2M-3-Turm mit zwei 25-mm-L/70-Maschinenkanonen.
Die Boote wurden mit Ablaufschienen geplant, über die bis zu zehn Seeminen abgesetzt werden können.

### Antrieb und Reichweite
Das Antriebssystem besteht aus zwei M50F-Dieselmotoren, die zwei Propeller antreiben. Das genügt für Geschwindigkeiten von bis zu 24 Knoten.
Bei 10 Knoten Fahrt liegt die Reichweite mit der Treibstoffreserve von 4,8 Tonnen bei 320 Seemeilen. Frischwasser und Nahrungsmittelvorräte sind für Einsätze von bis zu sieben Tagen vorgesehen.

### Sensoren
Die Boote sind mit einem Donez-2-Radar zur Navigation am Mast ausgerüstet.

## Modernisierungen
Es gab ursprüngliche Vorhaben, die Bewaffnung weiter zu verstärken, wie etwa die Ausrüstung mit einem Mörser, die aber scheiterten, weil die Waffen von den schwankenden Booten aus nicht präzise genug zielen konnten. Einige Boote wurden aber im Laufe ihrer Dienstzeit umgerüstet, um bis zu vier 30-mm-Granatwerfer BP30 zur Infanterieunterstützung zu tragen.

## Einsätze und Verbleib
Zwischen 1967 und 1972 wurden von drei Werften 118 Boote gebaut. Sie wurden von der Sowjetunion und ihren Nachfolgestaaten eingesetzt. Etwa 50 waren bis 2008 ausgemustert.
Mitte der 1970er-Jahre spendete die UdSSR einige Boote der laotischen Volksmarine zur Sicherung der laotisch-thailändischen Grenze auf dem Mekong. Die laotische Marine verfügt noch heute über einige, jedoch meist reparaturbedürftige Boote.